# Kumano (tàu tuần dương Nhật)
Kumano (tiếng Nhật: 熊野) là một tàu tuần dương hạng nặng của Hải quân Đế quốc Nhật Bản, là chiếc cuối cùng trong tổng số bốn chiếc thuộc lớp Mogami. Kumano từng hoạt động trong Chiến tranh Thế giới thứ hai và bị máy bay Mỹ đánh chìm tại Santa Cruz vào ngày 25 tháng 11 năm 1944.

## Thiết kế và chế tạo
Được chế tạo trong Chương trình Tăng cường Hạm đội 1931, những chiếc trong lớp Mogami được thiết kế bởi Yuzuru Hiraga, và được chế tạo như những tàu tuần dương "hạng nhẹ" theo quy định của Hiệp ước Hải quân Washington; nhưng áp dụng những kỹ thuật mới nhất, trang bị năm tháp pháo đa dụng ba nòng 155 mm (6,1 inch) có góc nâng lên đến 55°. Để giảm trọng lượng, người ta áp dụng kỹ thuật hàn điện, sử dụng nhôm trong chế tạo cấu trúc thượng tầng, và chỉ có một ống khói duy nhất. Kiểu động cơ turbine hộp số mới, cùng với giàn hỏa lực phòng không rất hùng hậu, cho phép chúng có tốc độ rất nhanh và bảo vệ tốt.
Chúng tỏ ra khá lớn so với những chiếc tàu tuần dương hạng nhẹ, và các tháp súng được thiết kế sao cho có thể nhanh chóng chuyển đổi sang kiểu pháo 203 mm (8 inch) nòng đôi. Dù sao, lớp Mogami cũng mắc phải một số vấn đề kỹ thuật do thiết bị chưa được thử nghiệm và trọng lượng bên trên quá nặng tạo ra sự mất ổn định khi đi ngoài biển khơi trong thời tiết xấu.
Kumano được hoàn tất tại xưởng đóng tàu của hãng Kawasaki tại Kobe vào ngày 31 tháng 10 năm 1937. Trong năm 1937 cả bốn chiếc trong lớp đều được "cải biến" thành những tàu tuần dương hạng nặng với mười khẩu pháo chính cỡ nòng 203 mm (8 inch); công việc tái cấu trúc và tái trang bị chỉ hoàn tất vào ngày 30 tháng 9 năm 1939.

## Lịch sử hoạt động

### Giai đoạn mở màn Thế Chiến II

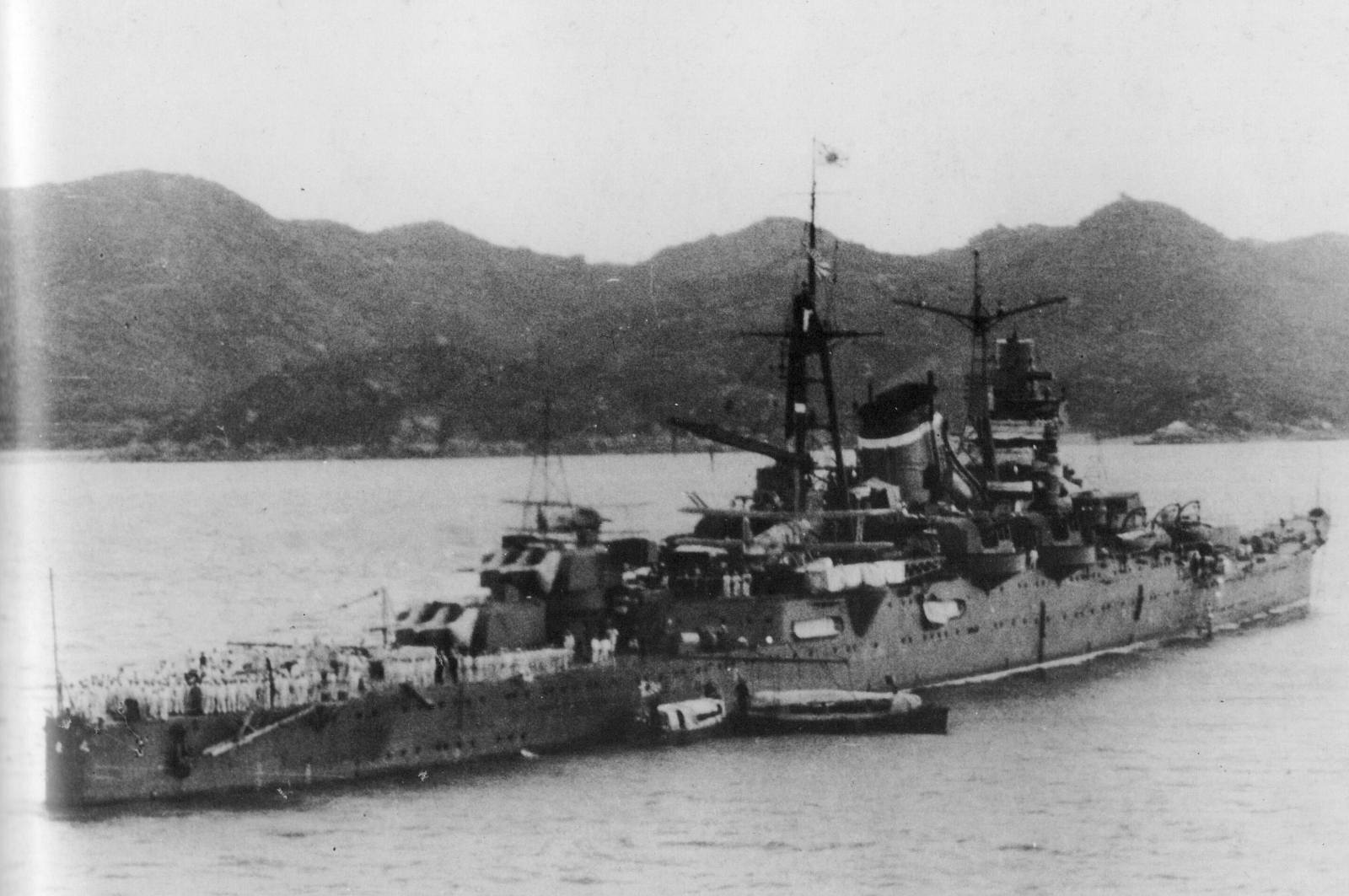
Một bức ảnh cũ của tàu tuần dương hạng nặng Kumano, trước khi được tái trang bị

Được phân về Hải đội Tuần dương 7 cùng các tàu chị em với nó Mogami, Mikuma và Suzuya, vào đầu năm 1941, từ căn cứ tiền phương của nó ở Hải Nam, Kumano tham gia vào việc chiếm đóng Nam Kỳ tại Đông Dương sau khi Đế quốc Nhật Bản và chính phủ Vichy đạt được thỏa thuận về việc sử dụng các căn cứ không quân và hải quân tại đây từ tháng 7 năm 1941. Vào lúc diễn ra trận tấn công Trân Châu Cảng, Kumano được giao nhiệm vụ hỗ trợ cuộc chiếm đóng Malaya trong thành phần Hải đội Tuần dương 7 thuộc Hạm đội Viễn chinh Phương Nam 1 của Phó Đô đốc Jisaburo Ozawa, trực tiếp bảo vệ cho các cuộc đổ bộ quân Nhật lên Singora, Patani và Kota Bharu.
Vào ngày 9 tháng 12 năm 1941, tàu ngầm Nhật I-65 báo cáo trông thấy Lực lượng Z của Hải quân Hoàng gia Anh bao gồm chiếc thiết giáp hạm HMS Prince of Wales, tàu chiến-tuần dương HMS Repulse và các tàu khu trục hộ tống. Bản báo cáo này được tàu tuần dương hạng nhẹ Sendai thu được, và chuyển tiếp đến Đô đốc Ozawa lúc đó đang ở trên soái hạm của mình là tàu tuần dương Chokai. Tuy nhiên, việc thu tín hiệu rất kém và bản thân bức thông điệp phải mất thêm 90 phút để giải mã. Hơn nữa, bản báo cáo của I-65 không chính xác về hướng tiến của Lực lượng Z. Hai chiếc thủy phi cơ Aichi E13A1 "Jake" phóng lên từ Suzuya và Kumano dự tính để theo dõi Lực lượng Z, nhưng cả hai đều bị buộc phải đáp xuống biển do hết nhiên liệu, và chỉ có đội bay của Suzuya được cứu vớt. Ngày hôm sau, Lực lượng Z bị áp đảo bởi những máy bay ném bom-ngư lôi của Không đoàn 22 xuất phát từ Đông Dương, và bị tiêu diệt.
Vào tháng 12 năm 1941, Kumano được giao nhiệm vụ chiếm đóng Sarawak, cùng với tàu tuần dương Suzuya hỗ trợ cuộc đổ bộ quân Nhật xuống Miri. Từ căn cứ của nó tại vịnh Cam Ranh, nó khởi hành cùng với Suzuya để hỗ trợ các cuộc đổ bộ tại Anambas, Endau, Palembang và đảo Banka, Sabang tại Sumatra và Java từ cuối tháng 12 năm 1941 đến giữa tháng 3 năm 1942. Kumano còn tham gia việc chiếm đóng quần đảo Andaman vào ngày 20 tháng 3 năm 1942.

### Không kích Ấn Độ Dương
Từ ngày 1 tháng 4 năm 1942, Hải đội Tuần dương 7 đặt căn cứ tại Mergui, Miến Điện hợp cùng Hải đội Tuần dương 4 để tham gia cuộc không kích Ấn Độ Dương. Mikuma, Mogami và tàu khu trục Amagiri được tách ra để thành lập "Đội phía Nam" với vai trò truy lùng các tàu buôn đối phương trong khu vực vịnh Bengal; trong khi Kumano, Suzuya và tàu khu trục Shiokaze đảm trách các khu vực phía Bắc. Tàu tuần dương Chōkai, tàu tuần dương hạng nhẹ Yura thuộc Hải đội Khu trục 4, tàu sân bay Ryujo cùng các tàu khu trục Ayanami, Yūgiri và Asagiri hình thành nên đội trung tâm để tăng cường các lực lượng phía Nam hay phía Bắc khi cần thiết. Trong vài tuần sau đó, đội phía Bắc đã đánh chìm tàu buôn Mỹ tải trọng 4.986 tấn Exmoor và các tàu buôn Anh Autoclycus tải trọng 7.621 tấn, Malta 9.066 tấn và Shinkuang 2.440 tấn.
Tổng cộng Hải quân Nhật đã đánh chìm hơn 20 tàu trong thời gian ở lại ngắn ngủi tại vịnh Bengal. Sau đó, Kumano được cho rút lui về Kure để sửa chữa, rồi được gửi đến Guam để gia nhập Đội vận chuyển Đổ bộ của Chuẩn Đô đốc Raizo Tanaka đang chuẩn bị cho trận Midway.

### Trận Midway
Ngày 5 tháng 6 năm 1942, Đô đốc Yamamoto Isoroku, Tư lệnh Hạm đội Liên hợp Nhật Bản đã ra lệnh cho Hải đội Tuần dương 7 tiến hành bắn pháo xuống đảo san hô Midway nhằm chuẩn bị cho cuộc đổ bộ lên đảo này. Lúc đó, Hải đội Tuần dương 7 và Hải đội Khu trục 8 còn cách mục tiêu 660 km (410 dặm), nên họ lao đi với tốc độ lên đến 65 km/h (35 knot); và vì biển động nên những chiếc tàu khu trục bị tụt lại. Đến 21 giờ 20 phút, mệnh lệnh bị hủy bỏ. Tuy nhiên, sự di chuyển đã đặt Hải đội Tuần dương 7 vào trong tầm bắn ngư lôi của chiếc tàu ngầm Mỹ USS Tambor, vốn bị Kumano phát hiện. Với tư cách soái hạm, Kumano ra lệnh chuyển hướng đồng loạt 45° sang mạn trái để tránh nguy cơ trúng ngư lôi. Mệnh lệnh chuyển hướng khẩn cấp được chiếc soái hạm và tàu tuần dương Suzuya thực hiện đúng, nhưng chiếc thứ ba trong đội hình Mikuma đã sai lầm thực hiện chuyển hướng 90°. Phía sau nó, Mogami chuyển hướng 45° như được chỉ thị, và điều này đã dẫn đến việc va chạm, khi Mogami đâm mạnh vào hông chiếc Mikuma bên mạn trái ngay bên dưới cầu tàu, khiến cả hai đều bị hư hại nặng. Kumano quay trở về Kure vào ngày 23 tháng 6 và Hải đội Tuần dương 7 được điều từ Hạm đội 2 sang Hạm đội 3.
Sau khi quay lại Singapore, Hải đội Tuần dương 7 (Suzuya và Kumano) được giao nhiệm vụ hỗ trợ cho cuộc tấn công Miến Điện từ ngày 28 tháng 7 năm 1942. Tuy nhiên, với việc lực lượng Mỹ tiến hành đổ bộ lên Guadalcanal vào ngày 7 tháng 8, Kumano nhanh chóng được gọi đến mặt trận Nam Thái Bình Dương.

### Trận chiến biển Philippine
Vào ngày 13 tháng 6 năm 1944, Đô đốc Soemu Toyoda, Tư lệnh Hạm đội Liên hợp Nhật Bản đã ra lệnh tiến hành Chiến dịch "A-Go" để phòng thủ quần đảo Mariana. Kumano được phân về "Lực lượng C" của Đô đốc Kurita Takeo cùng với các thiết giáp hạm Yamato và Musashi, các tàu sân bay Zuiho, Chiyoda và Chitose cùng các tàu tuần dương Atago, Takao, Maya, Chokai, Suzuya, Chikuma, Tone và Noshiro.
Ngày 19 tháng 6, Hạm đội Cơ động Nhật Bản đã tấn công Lực lượng Đặc nhiệm 58 Mỹ ngoài khơi Saipan, nhưng đã phải chịu đựng thiệt hại nặng nề về không lực hải quân trong trận không chiến mà phía Mỹ đặt cái tên lóng là "Cuộc săn vịt trời Mariana vĩ đại". Khi hạm đội Mỹ phản công vào chiều tối ngày hôm sau, chiếc tàu tuần dương bị máy bay từ các tàu sân bay Mỹ Bunker Hill, Monterey và Cabot tấn công. Lúc 20 giờ 30 phút ngày 20 tháng 6, hai giờ sau khi bị đánh trúng ngư lôi phóng ra bởi máy bay Grumman TBM Avenger từ tàu sân bay USS Belleau Wood, tàu sân bay Hiyo bị nổ tung và chìm; đồng thời chiếc thiết giáp hạm Haruna bị hư hỏng nặng, nhưng Kumano thoát được mà không chịu thiệt hại. Đêm đó, Kumano rút lui cùng với phần còn lại của Hạm đội Nhật Bản về Okinawa.

### Trận chiến vịnh Leyte
Cuối tháng 10 năm 1944, hạm đội Nhật Bản được tập trung tại Brunei nhằm đối phó với mối đe dọa về một cuộc đổ bộ của lực lượng Mỹ lên Philippine. Vào ngày 25 tháng 10 năm 1944, Kumano nằm trong thành phần "Lực lượng Trung tâm" dưới quyền chỉ huy của Đô đốc Kurita Takeo tham gia Trận chiến vịnh Leyte. Trong trận chiến ngoài khơi Samar, Kumano tấn công vào ba chiếc tàu sân bay hộ tống của Đội Đặc nhiệm 77.4 thuộc Đệ Thất hạm đội, và bị chống cự bởi chiếc tàu khu trục Johnston, khi nó phóng một loạt ngư lôi nhắm vào Kumano. Một quả ngư lôi Mark 15 đã đánh trúng và làm hư hại mũi tàu. Khi Kumano rút lui về hướng eo biển San Bernardino, nó còn chịu đựng một số đợt không khích nhưng chỉ bị hư hại nhẹ.
Ngày hôm sau, Kumano bị các máy bay xuất phát từ tàu sân bay Hancock tấn công trong khu vực biển Sibuyan, và bị đánh trúng ba quả bom 225 kg (500 lb). Chiếc tàu tuần dương vẫn sống sót và rút lui được về vịnh Manila để sửa chữa mũi tàu và cả bốn nồi hơi.
Kumano quay trở lại hoạt động vào ngày 6 tháng 11 năm 1944, thực hiện việc hộ tống cho đoàn tàu vận tải Ma-Ta 31. Đoàn tàu này bị một hải đội tàu ngầm Mỹ bao gồm những chiếc Batfish, Guitarro, Bream, Raton và Ray tấn công. Trong số những chiếc tàu ngầm Mỹ được nêu bên trên, chiếc Ray gây ra hư hại nhiều nhất cho chiếc Kumano. Tổng cộng các tàu ngầm Mỹ đã bắn ra 23 quả ngư lôi, và hai quả trong số đó đã đánh trúng Kumano. Quả thứ nhất phá hủy mũi tàu vừa mới được sửa chữa thay thế; trong khi quả thứ hai làm hư hại phòng động cơ bên mạn phải làm ngập nước tất cả bốn phòng động cơ. Chiếc tàu tuần dương bị nghiêng 11 độ và bị mất lái. Đến 19 giờ 30 phút, nó được chiếc tàu chở hàng Doryo Maru kéo vào vịnh Dasol, và từ đây được đưa về Santa Cruz trên đảo Luzon thuộc quần đảo Philippine.
Trong khi đang được sửa chữa tại Santa Cruz, vào ngày 25 tháng 11 năm 1944, Kumano bị các máy bay xuất phát từ tàu sân bay Ticonderoga tấn công. Năm quả ngư lôi và bốn quả bom 225 kg (500 lb) đã đánh trúng chiếc tàu tuần dương, và đến 15 giờ 15 phút nó lật úp và chìm ở độ sâu khoảng 31 m (100 ft) nước.

## Danh sách thuyền trưởng
- Suga Hikojiro (sĩ quan trang bị trưởng): 1 tháng 12 năm 1936 - 31 tháng 10 năm 1937
- Nishimura Shoji: 31 tháng 10 năm 1937 - 18 tháng 5 năm 1939
- Yatsushiro Sukeyoshi: 18 tháng 5 năm 1939 - 15 tháng 11 năm 1939
- Arima Kaoru: 15 tháng 11 năm 1939 - 15 tháng 10 năm 1940
- Kinoshita Mitsuo: 15 tháng 10 năm 1940 - 25 tháng 5 năm 1941
- Tanaka Kikumatsu: 25 tháng 5 năm 1941 - 27 tháng 2 năm 1943
- Fujita Toshio: 27 tháng 2 năm 1943 - 29 tháng 3 năm 1944
- Hitomi Soichiro: 29 tháng 3 năm 1944 - 25 tháng 11 năm 1944 (tử trận, được truy phong Chuẩn Đô đốc)

### Sách
- D'Albas, Andrieu (1965). Death of a Navy: Japanese Naval Action in World War II. Devin-Adair Pub. ISBN 0-8159-5302-X.
- Dull, Paul S. (1978). A Battle History of the Imperial Japanese Navy, 1941-1945. Naval Institute Press. ISBN 0-87021-097-1.
- Lacroix, Eric (1997). Japanese Cruisers of the Pacific War. Linton Wells. Naval Institute Press. ISBN 0-87021-311-3.